# Église Saint-Théodule de Montgellafrey
Pour les articles homonymes, voir Église Saint-Théodule.
L'église Saint-Théodule est située à Montgellafrey, en Savoie.

## Description
L'édifice est inscrit aux monuments historiques depuis 1994, pour son décor intérieur.

## Galerie d'images

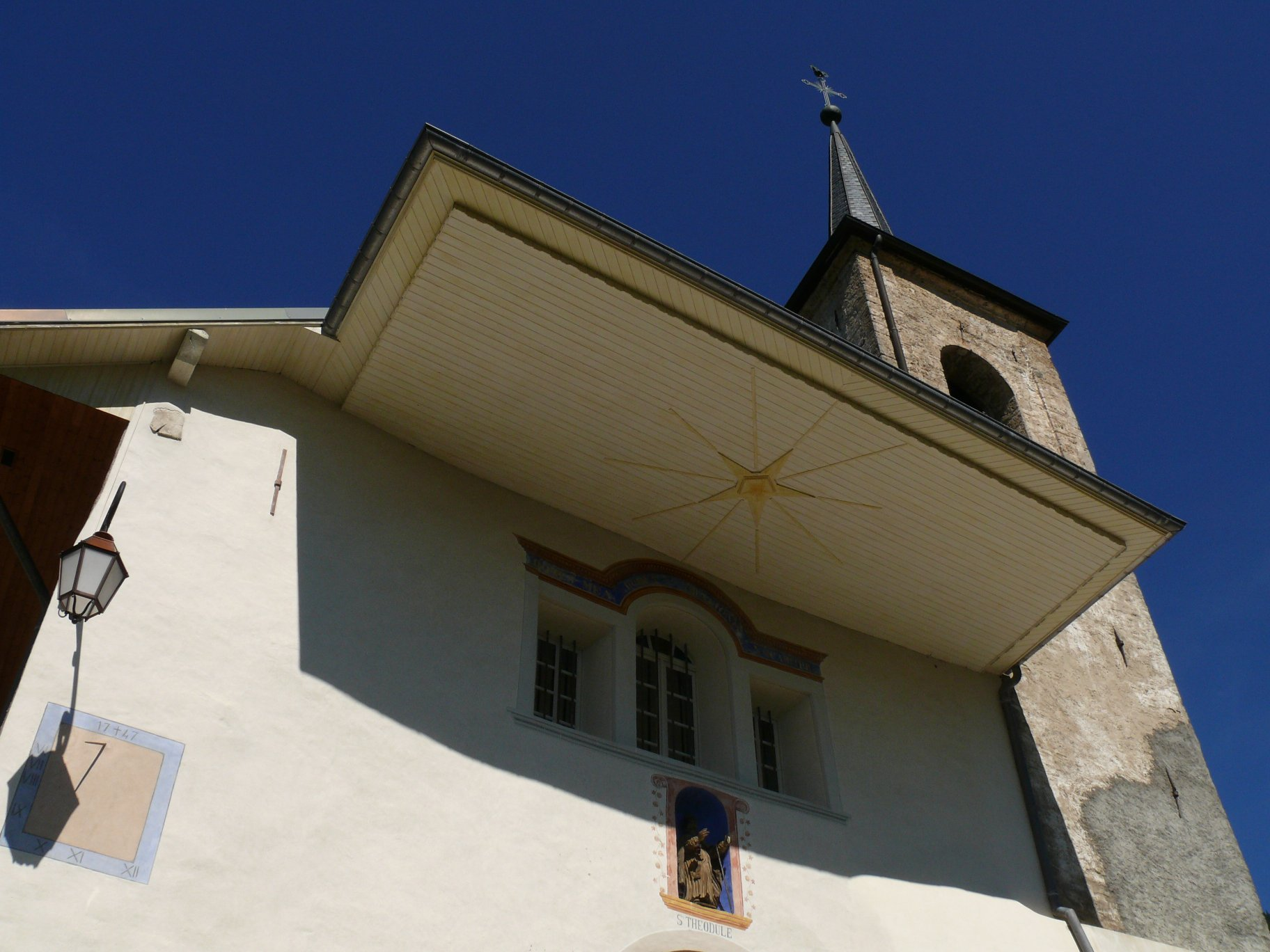
La façade
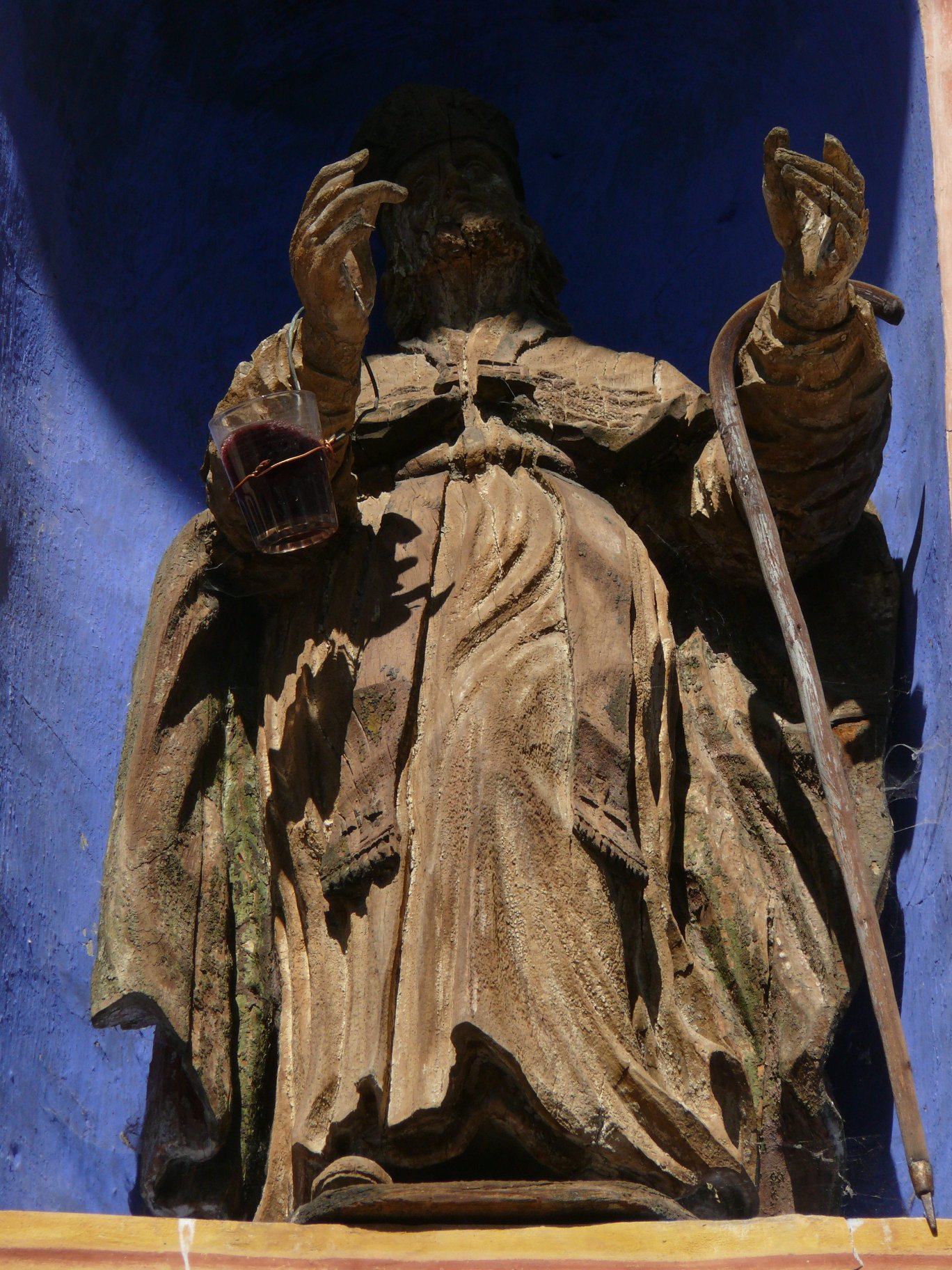
Statue de saint Théodule
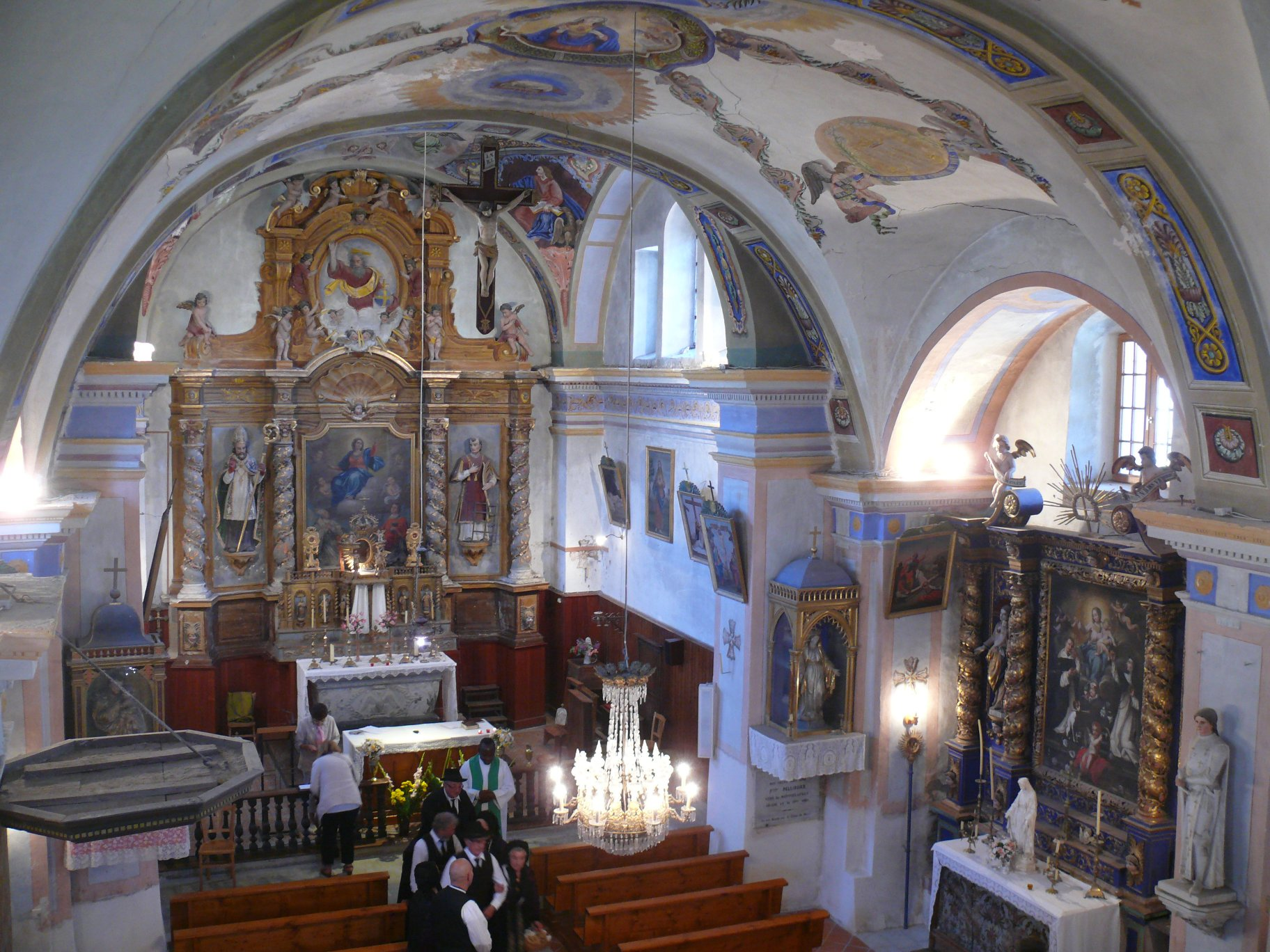
La nef
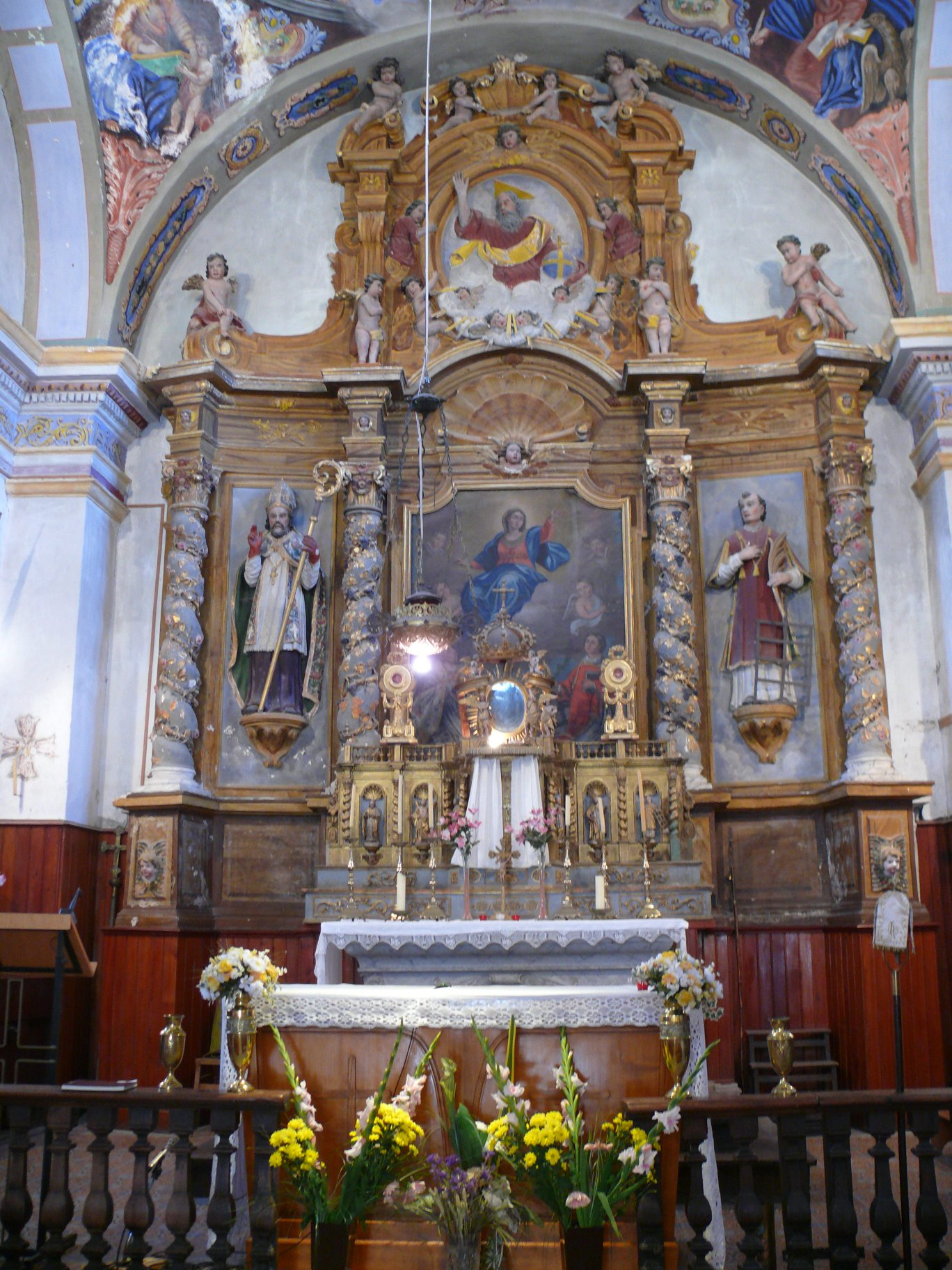
Le retable du chœur
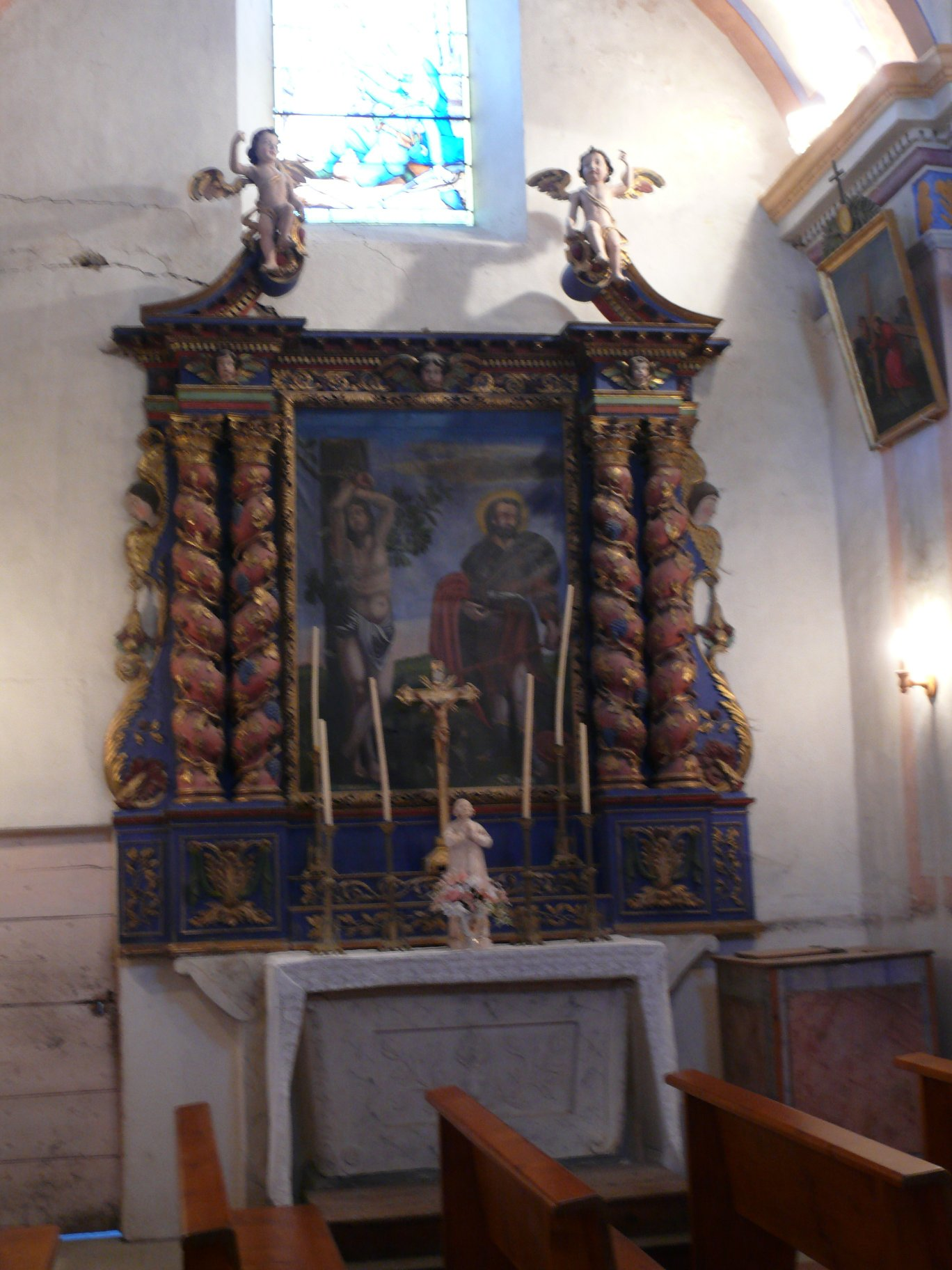
Retable
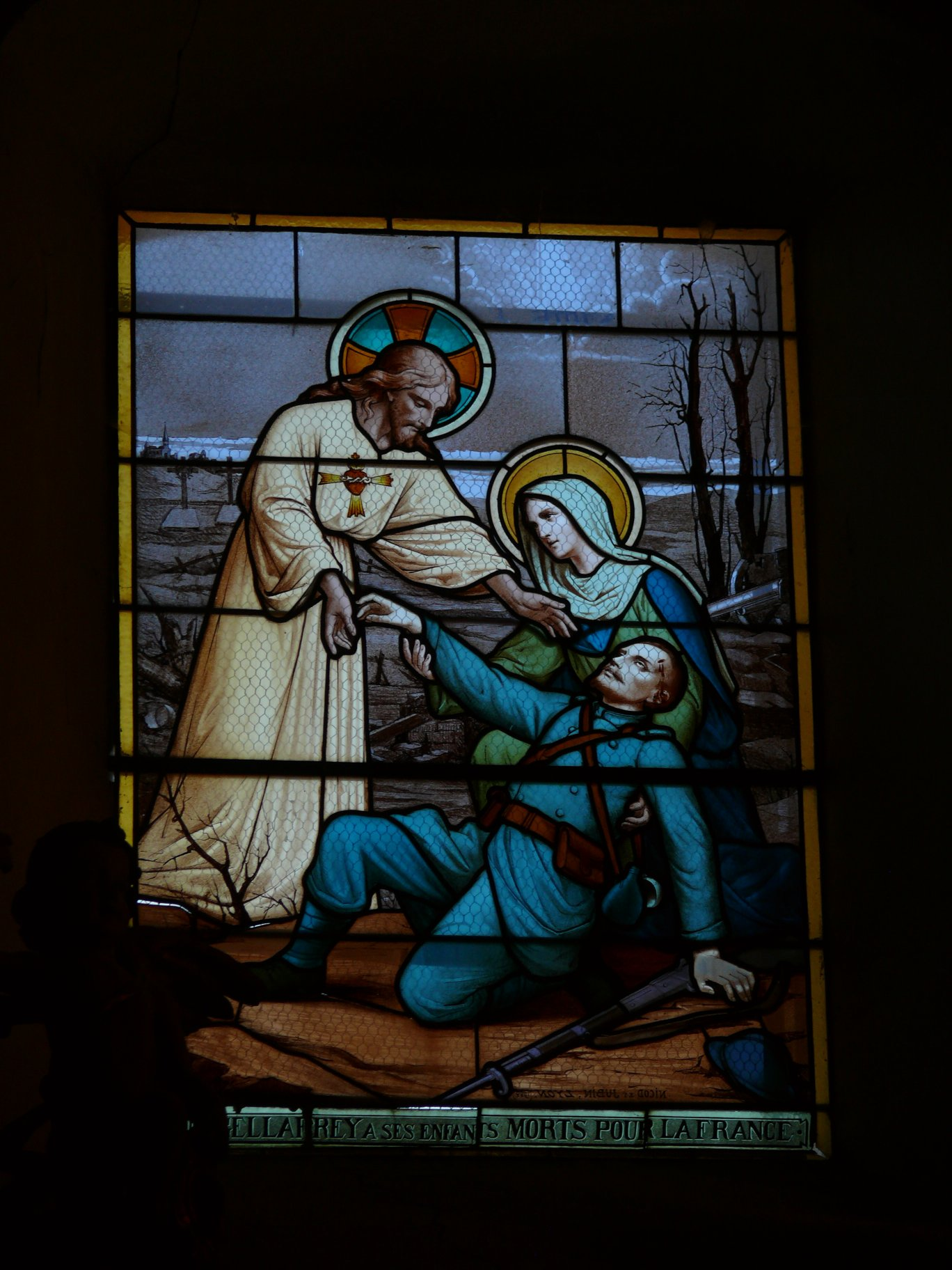
Vitrail
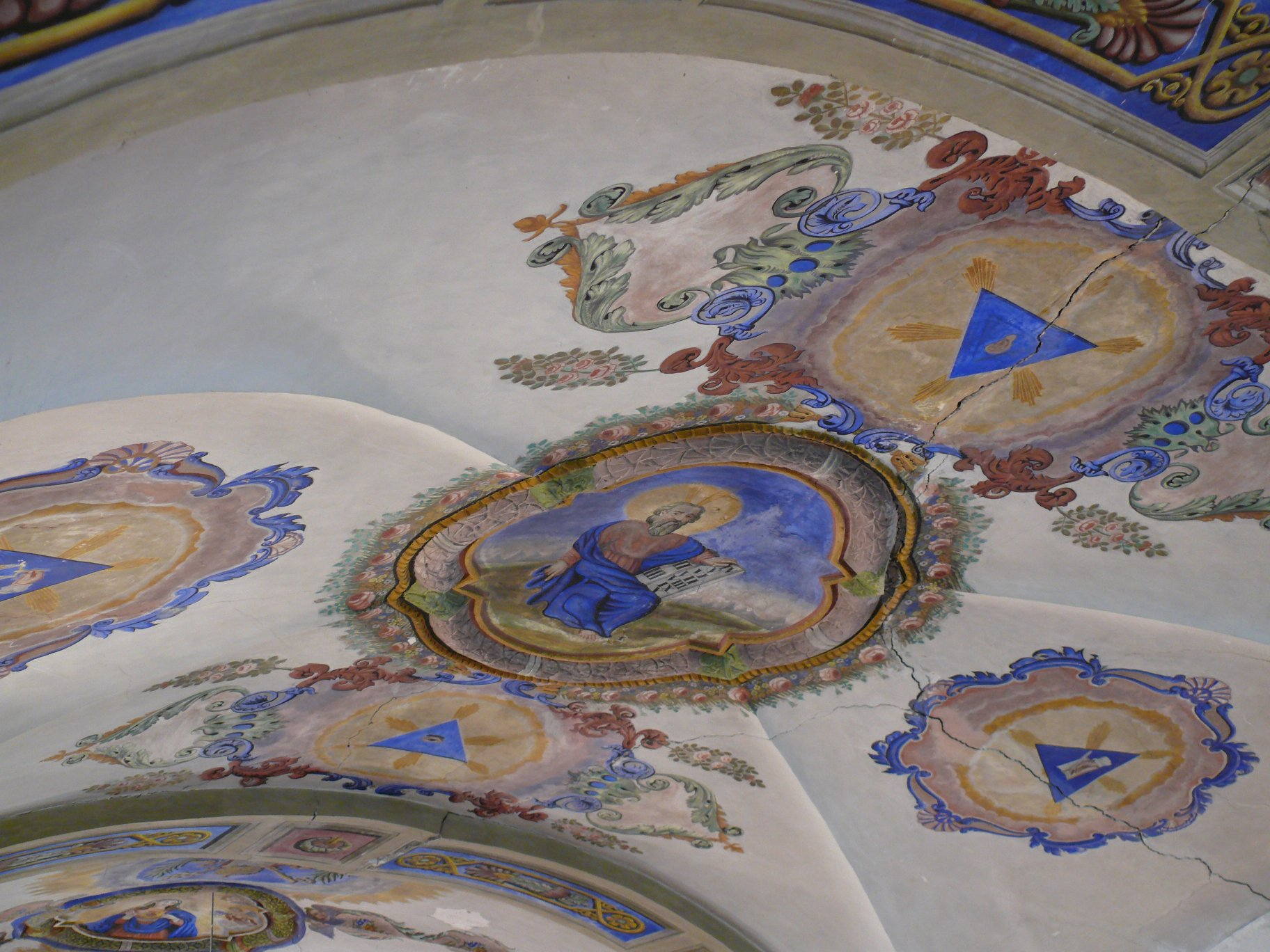
Fresque
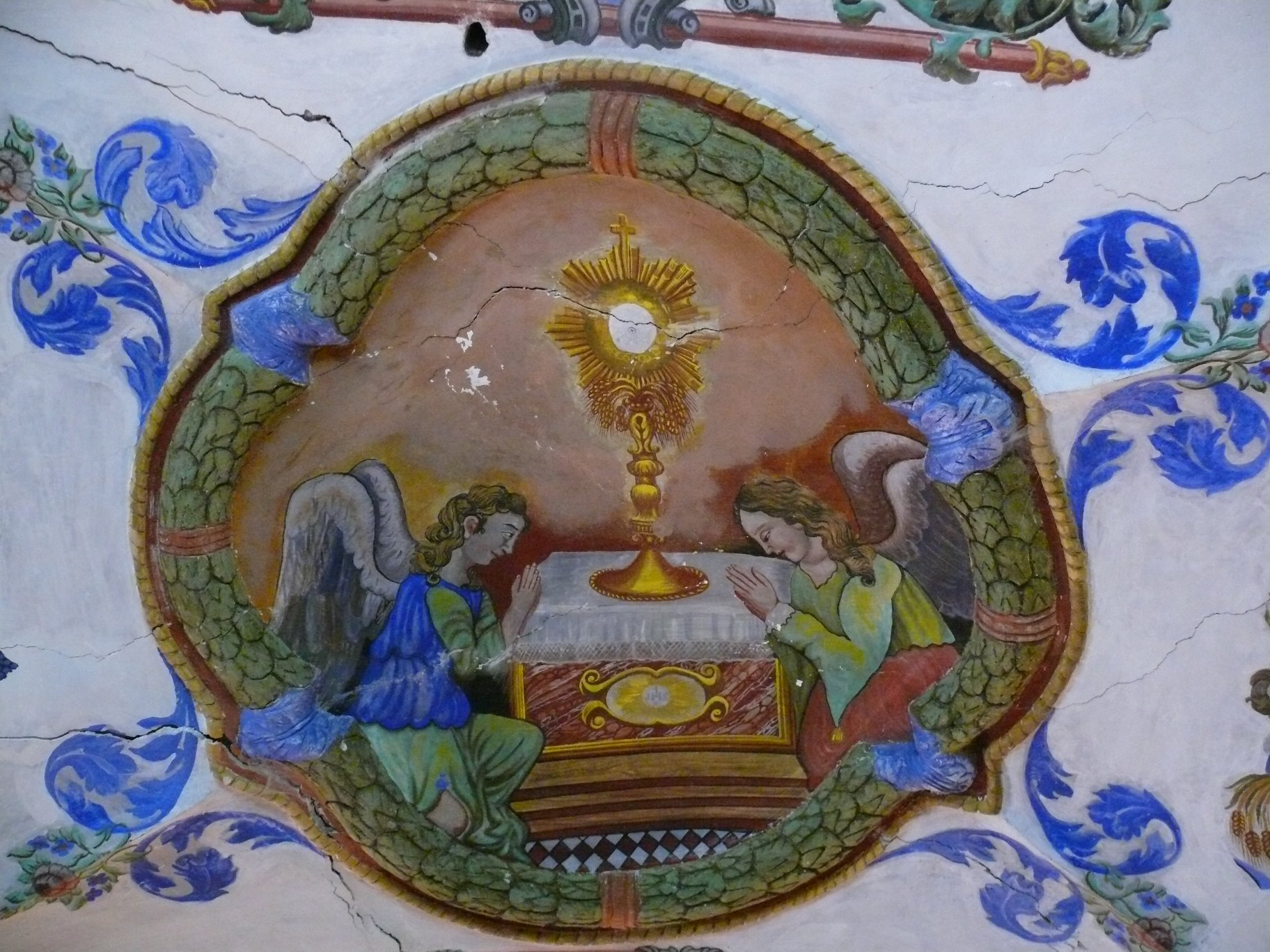
Fresque